# Culmore (Virginia)

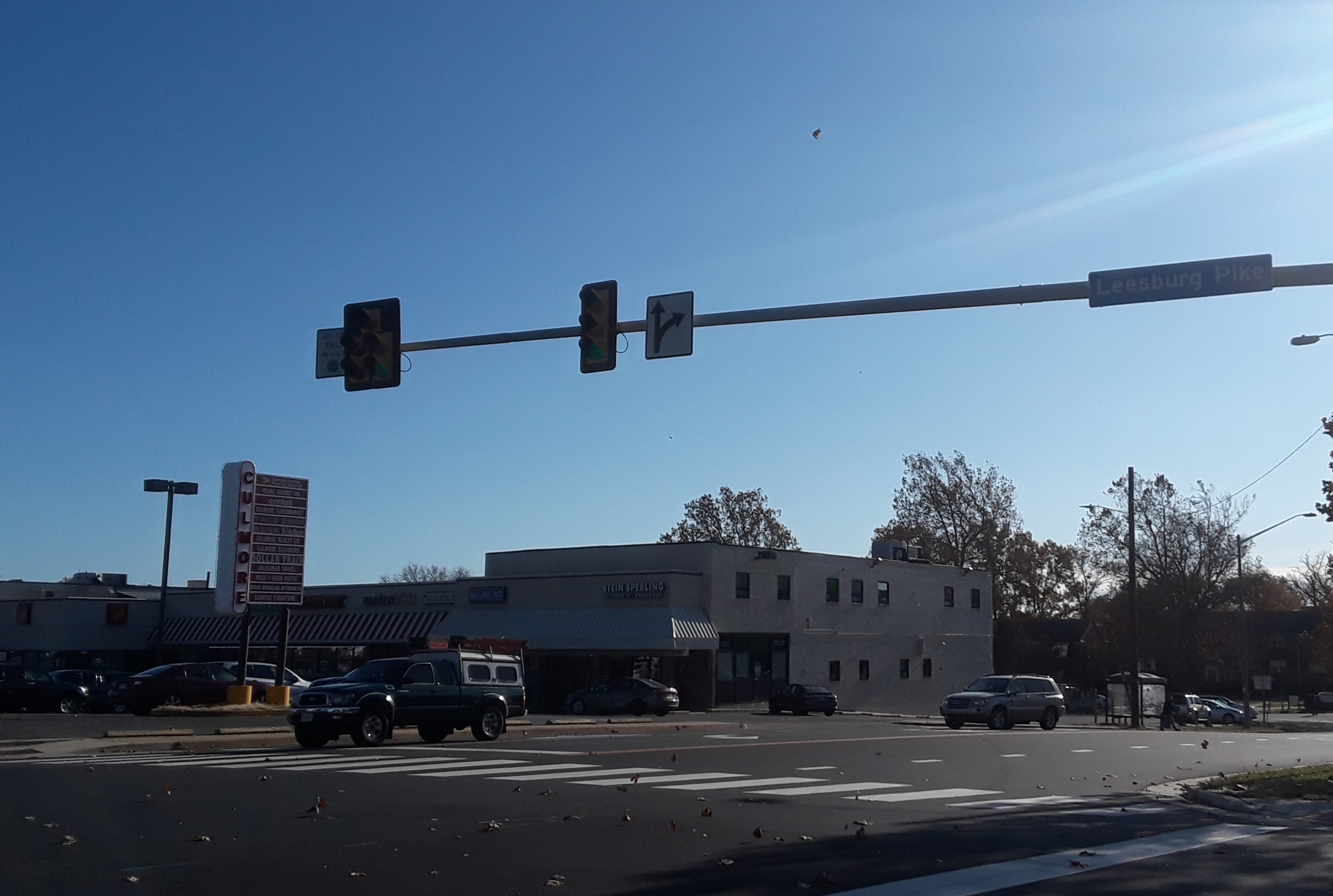
Centro comercial Culmore en noviembre de 2019

Culmore es el nombre de un pequeño centro comercial y su vecindario aledaño, en el condado de Fairfax, Virginia, Estados Unidos. Se encuentra entre Seven Corners y el área de Skyline en la Ruta 7 del estado de Virginia.

## Situación geográfica
Forma parte del distrito censal de Bailey's Crossroads. Culmore ha tomado su nombre del Centro Comercial Culmore ubicado entre la Ruta 7, Glen Carlyn Road, Argyle Drive y Glen Carlyn Drive, y actualmente designa tanto el centro comercial como el vecindario, formado por edificios de apartamentos y la iglesia católica de San Antonio de Padua. El área está habitada casi en su totalidad por personas de ascendencia hispana, mayoritariamente centroamericana.

## Historia
Durante la Guerra de Secesión el área del actual Culmore fue el escenario de tiroteos, combates y escaramuzas, especialmente durante la fase inicial de la guerra, y la colina de Upton y Culmore formaba una tierra de nadie entre las fuerzas opuestas de los unionistas, acampadas al este, y las tropas confederadas en Munson Hill.